# Brygada Północnoafrykańska
Brygada Północnoafrykańska (fr. Brigade nord-africaine), zwana też Legionem Północnoafrykańskim (fr. Légion nord-africaine) lub Mohamed SS – ochotnicza kolaboracyjna formacja zbrojna złożona z Francuzów i Algierczyków w służbie hitlerowskiego SS podczas II wojny światowej.
Formacja powstała w styczniu 1944. Liczyła – według różnych źródeł – od ok. 180 do ok. 300 Francuzów i muzułmanów pochodzenia algierskiego. Na jej czele stał Mohamed al-Maadi, religijny Algierczyk, nacjonalista, nienawidzący Żydów, który przed wojną był członkiem skrajnej organizacji la Cagoule. W Berlinie spotkał się on z wielkim muftim Jerozolimy Hadżim Aminem al-Husajnim.
Faktyczne przywództwo sprawował jednak paryski gangster Henri Lafont, alias Henri Chamberlain, który już od początku okupacji współpracował z SS-Standartenführerem Helmutem Knochenem, szefem policji bezpieczeństwa i SD w Paryżu, otrzymując od Niemców stopień SS-Hauptsturmführera. Henri Lafont był szefem paryskiej grupy przestępczej, zwanej potocznie gangiem Lafonta-Bony’ego lub formalnie Corps d’Autoprotection français. Jej członkowie weszli w skład Brygady Północnoafrykańskiej.
Brygada była używana do zwalczania ruchu oporu (Résistance) i dzieliła się na 5 sekcji, z których 3 działały w Limousin, 1 w Périgord i 1 we Franche-Comté. Jej członkowie nosili uniformy Milice Française. Była ona odpowiedzialna za wiele morderstw, rabunków i gwałtów na ludności cywilnej. W walkach z partyzantami formacja poniosła bardzo duże straty, przestając faktycznie istnieć.